# Héctor Rodas
Héctor Rodas Ramírez (ur. 7 marca 1988 w Walencji) – hiszpański piłkarz występujący na pozycji obrońcy w AD Alcorcón.